# カクレヒメ
『カクレヒメ』は、佐竹彬による日本のライトノベル。イラストは草野ほうき。電撃文庫（アスキー・メディアワークス）より刊行されている。

## ストーリー
“感覚拡大症”という五感の一つが暴走してしまう謎の現象がある、現代が舞台。病気の一種である症状を持ち“触覚を物体の中に潜りこませる”ことが出来る高校生・瀬畑明珠は症状を研究する特殊機関「時任病院・第八号棟」の医師の新留紗織と知り合い、そして患者の巫部梓と出会う。彼女は能力を持つがゆえに施設の中で外との接触を断って過ごす“隠れ身の姫”と呼ばれる少女であった。拡大症患者でありながら、唯一通院することを認められた明珠は、感覚拡大症の患者やそれに関わる人たちと心を交流させていく。

## 登場人物

### 感覚拡大症患者
瀬畑 明珠（せばた めいじゅ）
主人公。触覚拡大症により透過触覚を持つ17歳の少年。感覚拡大症の患者にしては珍しく、症状をある程度コントロールできるため、時任病院に通院している。 性格は冷静で穏やか。新留曰く「さり気なく損をするタイプ」。症状の影響から人混みが苦手で広い場所が好き。
巫部 梓（かんなぎべ あづさ）
時任病院・第八号棟の患者で、学校の制服を私服として着用し、頭にはスキー用のものを大きくしたようなゴーグルを被っている少女。小柄だが18歳で明珠より年上。肉眼で見た人物の思考を、視覚情報としてダイレクトに認識する視覚拡大症（幻視）を持つ。症状を制御できないことや発症時の凄惨な出来事の影響から、入院してからの八年間を病棟内で過ごしている。
櫃岡 美雨（ひつおか みう）
人の感情が、匂いとして分かる嗅覚拡大症（アロメトリィ）を発症している12歳の少女。

### 時任病院の医師
新留 紗織（にいどめ さおり）
“感覚拡大症”を研究する特殊機関「時任病院・第八号棟」の女性医師。明珠の担当医。意味深な喋り方から悪者っぽい印象を与えがちだが、根は面倒見の良い優しい女性。
篠原 悠佑（しのはら ゆうすけ）
時任病院・第八号棟の男性医師。梓の担当医。背は高いが童顔にぼさぼさ頭のため、高校生にも見える風貌。気遣いのできる優しい男性だが、新留に使い走りにされたりと立場が弱い。
海老原（えびはら）
美雨の主治医である男性医師。ベテランの内科医だが堅物な理論派であり、明珠が美雨と関わることに難色を示している。

### 外部関係者
入戸野（にっとの）
県警の警部。篠原と個人的な付き合いがあり、感覚拡大症について知らされている数少ない人物の1人。
櫃岡 名雪（ひつおか なゆき）
県警の警視で美雨の姉。正確には従姉妹にあたり、血はつながっていない。感覚拡大症について知らされている数少ない人物の1人であり、美雨と拡大症について隠せず話せる唯一の家族。

## 用語

### 感覚拡大症
十年位前に発覚した病気。一種の超能力のようなものだが、人の感知できないものを既存の感覚器官で強引に認識するため、ストレスを受ける。副作用には個人差がありコントロールできるとも限らない。今のところ治療法は見つかっていない。
国家機密として世間から情報が秘匿されている。そのため家族や友人に対しても拡大症について話すことは禁止されており、政府や警察の上層部と審査に合格した一部にのみ開示されている。
透過触覚
触覚拡大症の1つ。物質の中に触覚を潜り込ませる事ができる。範囲は10ｍ程度。ほかの患者と比べ、コントロールもできストレスも非常に弱い。ただし完全には制御できず、不意の接触で発症してしまうこともある。
自分以外の人体だけは強くストレスを感じるため、とっさの時に他人に触れる行動ができないという難点を持つ。
幻視
視覚拡大症の1つ。視覚情報として直視した人の思考が読める。コントロールはできない。サングラス程度では気休めにしかならないが、機械などを通すと症状は現れないため、カメラが内蔵された特別製のゴーグルで防止している。
アロメトリィ
嗅覚拡大症の1つ。人の感情を匂いから読み取れる。感情によって匂いの性質が変わる（明るい感情だと良い匂い、暗い感情だと不快な匂いになる）ほか、感情の強弱で匂いの強さも決まる。通常の匂いと同じで開けた場所だと匂いも薄まる。
症状をコントロールできず、人の近くにいると他人の感情をダイレクトに感じてしまうため、ストレスが大きい。相手の感情を読めるため、隠し事を見抜くなど幻視に近いこともできる。
遅延聴音（ディレイヒア）
聴覚拡大症の1つ。過去の音が聞こえる。新留の担当患者が発症している症状だが詳細は不明。

### 時任病院・第八号棟
拡大症患者の治療及び研究施設。第八号棟は地下に存在し、一般には存在すら公表されていない。現在は数十名ほどの患者が入院している。入院者は治療法の研究のための協力は必要だが、それ以外は基本的に自由。担当医に許可を取れば外出もできる。リハビリ次第では退院も可能だが達成できた者はいない。警察への捜査協力を要請されることもあるが、患者には拒否権があり無理強いはできない。

## 既刊一覧
- 佐竹彬（著）・草野ほうき（イラスト） 『カクレヒメ』 アスキー・メディアワークス〈電撃文庫〉、既刊2巻（2009年1月10日現在）
  1. 2008年7月10日初版発行（同日発売[1]）、ISBN 978-4-04-867128-6
  2. 2009年1月10日初版発行（同日発売[2]）、ISBN 978-4-04-867463-8